# Jankov (Vysočina)
Jankov é uma comuna checa localizada na região de Vysočina, distrito de Pelhřimov.